# Wilwerwiltz
Wilwerwiltz (luxembourgeois : Wëlwerwolz) est une section de la commune luxembourgeoise de Kiischpelt située dans le canton de Wiltz.

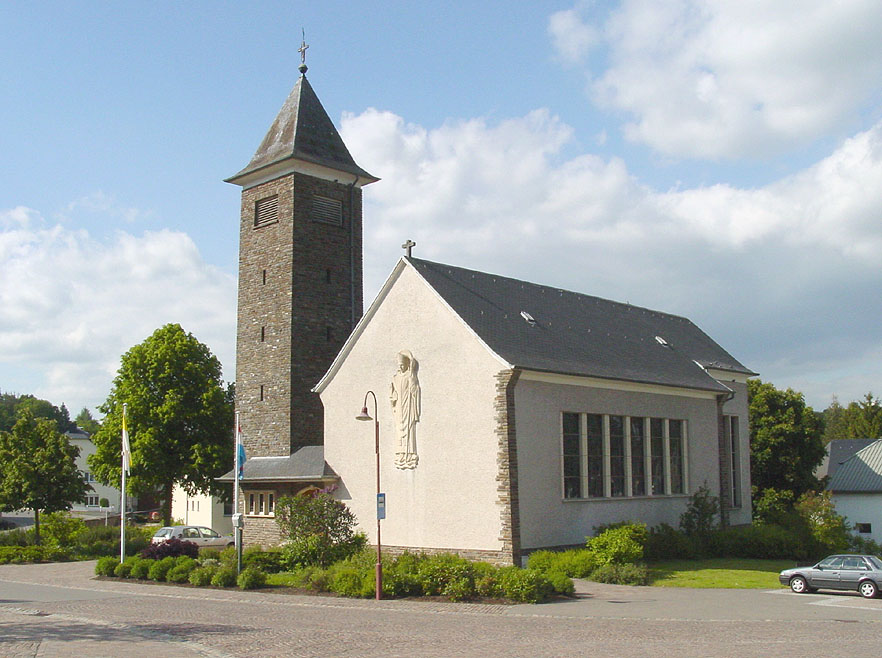
L’église

## Histoire
Wilwerwiltz était une commune indépendante jusqu’à sa fusion le 1er janvier 2006 avec l’ancienne commune de Kautenbach. Aujourd'hui, c'est le centre administratif de la nouvelle commune de Kiischpelt.

## Géographie
La localité est traversée par la rivière Clerve, un affluent de la Wiltz. Elle est située à une altitude de 300 mètres.
Elle est reliée au reste du pays par les routes CR323, CR324, CR346 et CR331 ainsi que par la ligne de chemin de fer Luxembourg-Ettelbruck-Troisvierges-frontière belge.